# سعيد أحمد بالن بوري
سعيد أحمد بالن بوري (1942-2020)، عالم هندي مسلم سني وكاتب وشيخ الحديث وصدر المدرسين بدار العلوم ديوبند. تم إدخال العديد من الكتب التي كتبها بالن بوري في الكتب الدراسية في منهج دار العلوم ديوبند.

## مؤلفات
رسم تفسير القرآن بالغة الاردية المسمي بتفسير هدايت القرآن۔ و بالإضافة إلى ذلك له مؤلفات أخرى منها:
- رحمة الله الواسعة شرح حجة الله البالغة
- تحفة القاري شرح صحيح البجاري
- تحفة الالمعي شرح جامع الترمذي